# Elecciones municipales de Santo Domingo de los Colorados de 2023
Las elecciones municipales de Santo Domingo de 2023 hacen referencia al proceso electoral que se llevó a cabo el 5 de Febrero de dicho año con el fin de designar a las autoridades locales para el período 2023-2027.
El constructor Wilson Erazo, de la mano de un movimiento local en alianza con el movimiento Revolución Ciudadana, consiguió la reelección a la alcaldía de Santo Domingo con un amplio resultado frente al candidato Geovanny Benítez.

## Preparación
La elección de las autoridades locales que se posesionarán el 14 de mayo de 2023 comenzó su preparación con la definición del plan operativo y del presupuesto inicial que será de 109 300 000 dólares, aprobado por el Consejo Nacional Electoral (CNE), El monto es 29% menor al destinado por el órgano electoral en las elecciones seccionales de 2019. 

## Antecedentes
El candidato por el movimiento Democracia Sí, Boris Intriago, fallece por un accidente de tránsito, por lo que lo reemplazó Enrique López. Pero a 5 días de empezar la jornada electoral, declina su candidatura a favor del candidato Geovanny Benítez, sin embargo permaneció en la papeleta de votación.

## Etapa Preelectoral

### Precandidatura Retiradas
| Lista | Logo | Partido / Movimiento     | Precandidato   | Razón                                       | Ref.  |
| ----- | ---- | ------------------------ | -------------- | ------------------------------------------- | ----- |
| 20    |      | Movimiento Democracia Sí | Boris Intriago | Falleció debido a un siniestro de tránsito. | [ 2 ] |

## Candidatos
| Lista     | Logo | Partido / Movimiento | Candidato                |
| --------- | ---- | --- | ------------------------ |
| 5 100     |      | Somos Todos Conformado por: - Movimiento Revolución Ciudadana - Movimiento Construir                                                             | Wilson Erazo Argoti      |
| 1 2 3 4 8 |      | Alternativa Conformado por: - Centro Democrático - Unidad Popular - Partido Sociedad Patriótica - Pueblo, Igualdad y Democracia - Partido Avanza | Geovanny Benítez         |
| 62        |      | Movimiento Político Alianza Tsáchila | Antonio Torres Sabando   |
| 20        |      | Democracia Sí | Enrique Lopez            |
| 21 23     |      | Gente que suma Conformado por: - Movimieto CREO - Movimieto SUMA                                                                                 | Geomara Rodriguez        |
| 25        |      | Movimiento Construye | Alberto Beltrán          |
| 18        |      | Pachakutik | Iván Urgiles             |
| 6         |      | Partido Social Cristiano | Marlon Mendoza           |
| 17        |      | Partido Socialista Ecuatoriano | Paulina Mogrovejo Rengel |

## Campaña Electoral

### Debates
Por primera vez se realizaron debates de manera obligatoria, para las elecciones seccionales en Ecuador.El 15 de enero de 2023, tuvo lugar el Debate oficial entre los diez candidatos a la alcaldía de Santo Domingo, a cargo del Consejo Nacional Electoral (CNE).  El acontecimiento tuvo lugar en los espacios del Instituto Tecnológico Tsáchila y se dividió en dos secciones debido a la cantidad de postulantes.

### Atentado contra Candidatos
El 2 de febrero del 2023, durante la finalización de la campaña del alcalde de Santo Domingo, Wilson Erazo, en su esfuerzo por la reelección, se registraron diversas detonaciones en la avenida Chone.  Se escucharon al menos 10 disparos entre la audiencia, lo que hizo que los asistentes se precipitaran para resguardarse. Posteriormente, Erazo comunicó que se registraron dos arrestos vinculados al suceso e hizo un llamado a preservar la paz, sugiriendo que podría haber sido un ataque político.

## Resultados

### Elección de Alcalde

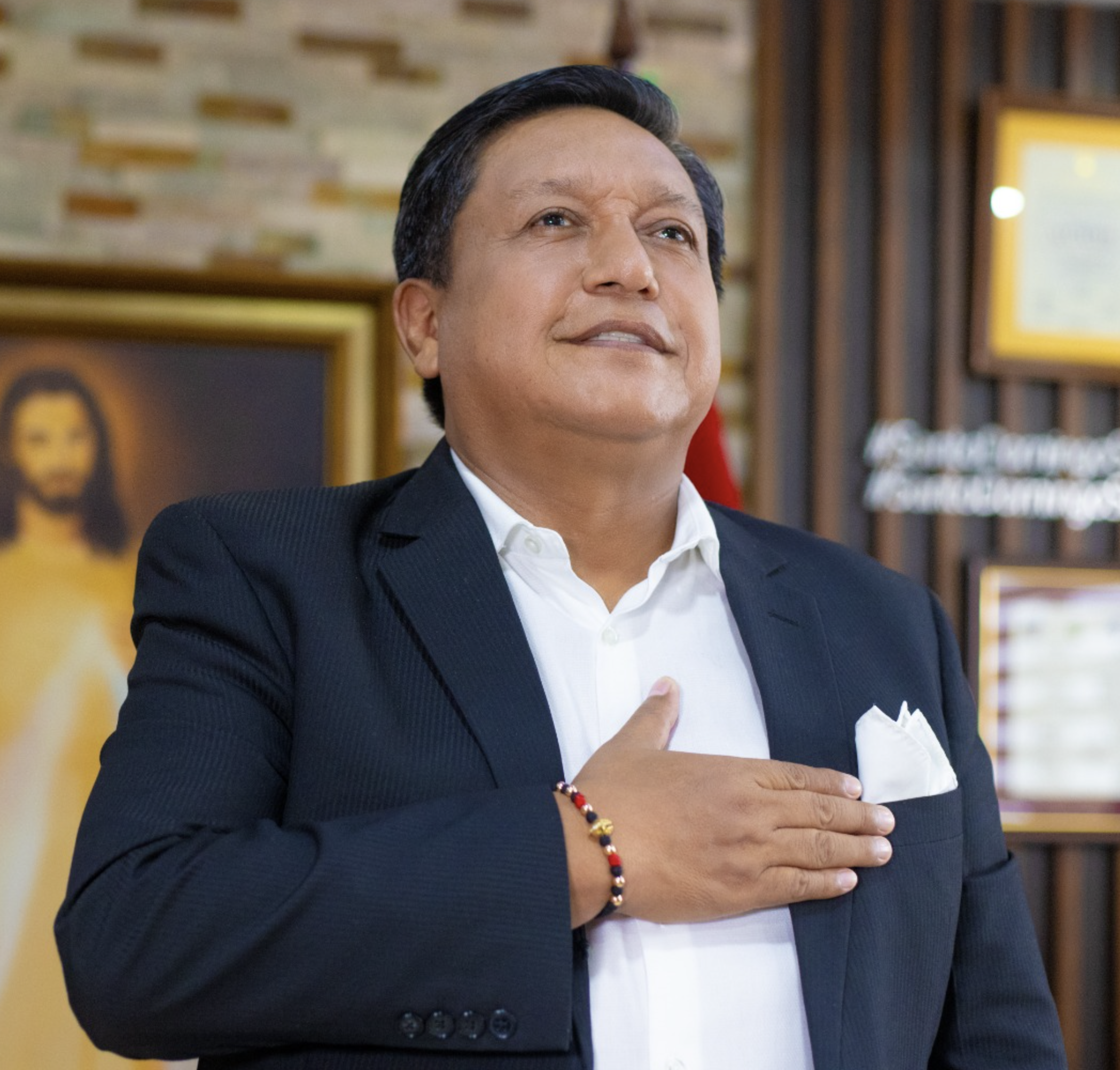
Wilson Erazo, Alcalde de Santo Domingo reelecto.

|  | 61.59 % |

|  | 20.67 % |

|  | 4.68 % |

|  | 2.68 % |

|  | 2.64 % |

|  | 2.64 % |

|  | 1.80 % |

|  | 1.79 % |

|  | 1.51 % |

|  | 100 % |

### Nómina de Concejales Electos

#### Circunscripción Urbana 1
| Partido | Concejal      |
| --- | ------------- |
| Somos Todos Conformado Por: - Revolución Ciudadana - Movimiento Construir                                                                        | Wilson Macías |
| Somos Todos Conformado Por: - Revolución Ciudadana - Movimiento Construir                                                                        | Diana Saltos  |
| Somos Todos Conformado Por: - Revolución Ciudadana - Movimiento Construir                                                                        | Pedo Alcívar  |
| Somos Todos Conformado Por: - Revolución Ciudadana - Movimiento Construir                                                                        | Ximena Toro   |
| Alternativa Conformado por: - Centro Democrático - Unidad Popular - Partido Sociedad Patriótica - Pueblo, Igualdad y Democracia - Partido Avanza | Liliana Silva |

#### Circunscripción Urbana 2
| Somos Todos Conformado Por: - Revolución Ciudadana - Movimiento Construir                                                                        | Ana Caicedo    |
| Somos Todos Conformado Por: - Revolución Ciudadana - Movimiento Construir                                                                        | Miguel Morocho |
| Somos Todos Conformado Por: - Revolución Ciudadana - Movimiento Construir                                                                        | Clara Hinojosa |
| Somos Todos Conformado Por: - Revolución Ciudadana - Movimiento Construir                                                                        | Mario Pazmiño  |
| Pachakutik | Diana Coloma   |
| Alternativa Conformado por: - Centro Democrático - Unidad Popular - Partido Sociedad Patriótica - Pueblo, Igualdad y Democracia - Partido Avanza | Julio Cesar    |

#### Circunscripción Rural
| Partido                                                                   | Concejal        |
| ------------------------------------------------------------------------- | --------------- |
| Somos Todos Conformado Por: - Revolución Ciudadana - Movimiento Construir | Jonny Espinoza  |
| Somos Todos Conformado Por: - Revolución Ciudadana - Movimiento Construir | Alberto Pantoja |

Fuentes: 